# Großsteingrab Prießeck
Das Großsteingrab Prießeck war eine megalithische Grabanlage der jungsteinzeitlichen Trichterbecherkultur bei Prießeck, einem Ortsteil von Clenze im Landkreis Lüchow-Dannenberg (Niedersachsen). Es befand sich westlich des Ortes und wurde im 19. Jahrhundert zerstört. Über Ausrichtung, Maße und Grabtyp liegen keine Informationen vor.